# Corral de Almaguer (kommun)
Corral de Almaguer är en kommun i Spanien.   Den ligger i provinsen Toledo och regionen Kastilien-La Mancha, i den centrala delen av landet, 90 km sydost om huvudstaden Madrid. Antalet invånare är 6 235.